# Horacio Malvicino
Horacio Malvicino (né le 20 octobre 1929 à Concordia (province d'Entre Ríos, Argentine) et mort le 20 novembre 2023) est un guitariste électrique argentin, compositeur de jazz et de tango.
Il joue des années avec le musicien de tango Ástor Piazzolla dans plusieurs de ses ensembles. Il joue du tango, du jazz et de la bossa nova.
Malvicino travaille avec des musiciens tels que Leopoldo Federico et Daniel Binelli.
Il compose aussi de la musique de films.
En Argentine, Horacio Malvicino est considéré comme un pionnier du jazz moderne, et le premier guitariste local de bebop.

## Biographie
Fils d'Esteban Malvicino, cheminot, Horacio Esteban Malvicino a grandi à Concordia où, entre 6 et 14 ans, il a appris à jouer de la guitare avec Augustin Satalia et Agustín Satalia. Son professeur ne lui permettait de jouer que de la musique classique et, à l'époque, le jazz était rarement entendu dans la ville. Cependant, il a appris à connaître la musique des guitaristes de jazz Charlie Christian et Django Reinhardt et du clarinettiste de jazz Benny Goodman, en écoutant les disques de ces musiciens enregistrés par un ami. Il écoute également la musique de tango de l'Orquesta Típica d'Ástor Piazzolla sur Radio Splendid.
Arrivé à Buenos Aires en 1947, il étudie la médecine pendant cinq ans jusqu'à ce que la musique prenne le dessus sur sa vie et qu'il fasse partie de la génération bop centrée sur le Bop Club Argentino. Ce lieu était fréquenté par le saxophoniste ténor argentin Gato Barbieri, le pianiste argentin Lalo Schifrin et Rubén López Furst. C'est là que les premières tentatives de développement du jazz moderne en Argentine ont eu lieu, en réponse aux grands changements dans le monde du jazz, initiés par le saxophoniste de jazz américain Charlie Parker.
Lorsque Piazzolla rencontre Malvicino pour la première fois en 1954, en improvisant au Bop Club, Malvicino a déjà joué avec plusieurs orquesta típica de l'époque, dont celles de Fernando Roca, Eduardo Armani et René Cospito. En 1955, il rejoint l'Octeto Buenos Aires de Piazzolla, qui sera le pionnier du "tango nuevo", une nouvelle approche du tango, jusqu'alors dominée par les orquesta típicas traditionnels des années 1930 et 1940. Cela marquera un tournant dans l'histoire du tango et mettra Piazzolla en porte-à-faux avec l'establishment du tango. Les improvisations jazz de Malvicino à la guitare électrique, par exemple dans la composition de Piazzolla "Marrón y Azul" (1955), n'avaient jamais été entendues auparavant dans le tango.
Après une longue association avec Piazzolla, Malvicino a rejoint son Quinteto (première époque) en 1960, où il a alterné avec Óscar López Ruiz, son Octeto Electrónico en 1976, son deuxième Quinteto en 1978 et son Sexteto Nuevo Tango en 1989. Malvicino a voyagé dans le monde entier avec Piazzolla et ses ensembles et ils ont enregistré ensemble 15 albums. Parmi les guitaristes électriques qui ont joué avec Piazzolla, Malvicino était celui qui, selon lui, comprenait le mieux sa musique et qui était le plus tanguero.
Depuis son plus jeune âge, Malvicino est un excellent lecteur à vue et arrangeur de musique et a travaillé comme directeur musical pour le label d'enregistrement argentin "Disc Jockey", le label d'enregistrement international "RCA Records" et pour la chaîne de télévision argentine "Canal 11". Dans les années 1960, il a formé son propre ensemble, le Horacio Malvicino Jazz Quintet. Au fil des ans, il a joué divers genres musicaux avec de nombreux grands noms du monde de la musique, notamment Dizzy Gillespie, Gary Burton, Miles Davis, Antônio Carlos Jobim, João Gilberto, Susana Rinaldi, Milva, Tanguito, Los Chalchaleros, Palito Ortega, et Plácido Domingo. Il a composé la musique de plus de 90 films argentins et œuvres théâtrales et a reçu en 1998 le premier prix de la SADAIC (es) pour sa musique de film.
Surnommé "Malveta" par ses amis, il a travaillé sous 15 pseudonymes, dont "Alain Debray" (Alain d'après l'acteur français Alain Delon et Debray d'après le révolutionnaire français Régis Debray) et "Don Nadie" (Don Nobody), généralement lorsqu'il jouait de la musique en dehors du monde du jazz.
Il s'est marié à l'âge de 30 ans avec Graciela et a deux fils, Marcelo et Horacio. Intéressé depuis toujours par les chevaux, hérité de son père, il dirige son propre haras, San Antonio, pour l'élevage de chevaux de course. N'ayant jamais terminé ses études de médecine dans sa jeunesse, il s'intéresse toujours à ce sujet et suit des cours de temps à autre.
En 2008, Malvicino a publié un livre intitulé "El Tano y Yo", dans lequel il raconte sa carrière musicale en tant que guitariste électrique dans les différents ensembles de Piazzolla. Il est également vice-président de l'Association argentine des interprètes.

## Publication
- (es) Horacio Malvicino, Tano y Yo, Corregidor, 2008.

## Discographie
Horacio Malvicino a publié quinze albums avec Ástor Piazzolla et deux albums en solo.

### "Horacio Malvicino Jazz Quintet"[4]
Le répertoire va des standards de jazz comme Misty à Tune up (de Miles Davis), un morceau portant la signature de Chivo Borraro ou un ensemble d'improvisations sur le blues.
1. Misty
2. All That You Are
3. Letters to my beloved (Lettres à ma bien-aimée)
4. Improvisations sur le blues
5. 3×4=5
6. Yesterdays
7. Caravan
8. Embrace Me
9. Tune up

Membres:
- Horacio Malvicino : guitare électrique et direction,
- Horacio Chivo Borraro : saxophone ténor,
- Santiago Giacobbe : piano,
- Mario ''Mojarra'' Fernández : basse,
- Rolando Oso Picardi : batterie, et
- Oscar Alem (invité) : basse.

### "Horacio Malvicino Jazz Quintet (vol. 2)"[5]
1. Présentation - 14 août 1963
2. Five o'clock in the afternoon...
3. Falling in love with love
4. M blues
5. Oiseau paresseux
6. Autour de midi
7. Présentation
8. Danser au Savoy
9. Présentation

Membres:
- Horacio Malvicino : guitare électrique et direction,
- Horacio Chivo Borraro : saxophone ténor,
- Santiago Giacobbe : piano,
- Mario ''Mojarra'' Fernández : basse,
- Rolando Oso Picardi : batterie, et
- Oscar Alem (invité) : basse.

## Musiques de film
Horacio Malvicino a composé de nombreuses musiques de film.
- 1963 : Cuando calienta el sol.
- 1964 : El desastrólogo.
- 1964 : El gordo Villanueva.
- 1965 : Disloque en el presidio.
- 1966 : La buena vida.
- 1966 : El galleguito de la cara sucia.
- 1966 : Una máscara para Ana.
- 1966 : Una ventana al éxito.
- 1966 : Ritmo, amor y juventud.
- 1967 : Chao amor.
- 1969 : La culpa (quelques thèmes musicaux).
- 1970 : El mundo es de los jóvenes (orchestration).
- 1970 : El extraño del pelo largo.
- 1971 : El caradura y la millonaria.
- 1971 : Así es Buenos Aires, avec la chanson Hoy he visto pasar a María
- 1971 : En una playa junto al mar.
- 1971 : Vuelvo a vivir...vuelvo a cantar.
- 1971 : Simplemente una rosa.
- 1971 : El veraneo de los Campanelli.
- 1972 : La sartén por el mango.
- 1972 : Mi hijo Ceferino Namuncurá.
- 1972 : Olga, la hija de aquella princesa rusa.
- 1973 : Si se calla el cantor.
- 1973 : El mundo que inventamos.
- 1973 : Yo gané el prode... y Ud.?.
- 1973 : ¡Quiero besarlo, señor!.
- 1974 : Operación Guante Verde.
- 1977 : Hay que parar la delantera.
- 1977 : Un toque diferente.
- 1978 : El divorcio está de moda (de común acuerdo).
- 1979 : Cuatro pícaros bomberos.
- 1981 : La pulga en la oreja.
- 1983 : Superagentes y titanes.
- 1983 : Un loco en acción.
- 1984 : Titanes en el ring contraataca.
- 1996 : Adiós, abuelo.
- 1997 : El Che.
- 2005 : Cargo de conciencia.
- 2005 : Piazzola en Buenos Aires (interprète de plusieurs œuvres de Piazzolla).